# Bazilika Panny Marie Růžencové (Pompei)
Bazilika Panny Marie Růžencové v Pompejích je italské poutní místo, které se nachází v nových Pompejích, poblíž vykopávek starověkého města. Kostel je papežskou bazilikou a katedrálou Územní prelatury Pompeje.

## Stručné dějiny
Zakladatelem baziliky se stal bl. Bartolo Longo, který byl jako advokát ve službách hraběnky Marianny de Fusco a spravoval její nemovitosti v Pompejích. Po svém obrácení začal propagovat modlitbu růžence. V roce 1875 zakoupil Longo obraz Panny Marie Růžencové, který začal být v Pompejích uctíván. Od roku 1876 začal Longo stavět kostel, který byl dokončen v roce 1901. Dne 4. května 1901 papež Lev XIII. prohlásil svatyní v Pompejích za baziliku maior. Baziliku navšívili moderní papežové: Jan Pavel II. v letech 1979 a 2003, Benedikt XVI. v roce 2008 a František v roce 2015. Jde o vyhledávané poutní místo, které každoročeně navštíví přes 2 milióny věřících, kteří se často modlí Pompejskou novénu. 